# Марк Муниеса
Марк Муниеса Мартинес (на испански: Marc Muniesa Martínez) е испански футболист играещ като централен защитник за Стоук Сити.
Роден е на 27 март 1992 г. в Лорет де Мар, Херона, Каталония.
Когато е само на 15 години, се появяват слухове, че Челси иска да подпише с младия испански талант, но това не се случва. В школата на каталунците – Ла Масия той се развива бързо и едва когато е на 17-годишна възраст е готов да се изяви за първия отбор на Барса.
В клуба си носи номер 26 на фланелката.